# Óriásbogárformák
Az óriásbogárformák (Dynastinae) a bogarak (Coleoptera) rendjének, a ganajtúrófélék (Scarabaeidae) családjának egyik alcsaládja. Sok ide tartozó faj jellegzetes szarvszerű kinövéseket visel, különösen a hímek. Ebbe az alcsaládba tartozik a Föld egyik legnagyobb rovara, az akár 170 mm-t is elérő herkulesbogár (Dynastes hercules), és az egyik legnagyobb tömegű bogár, a Megasoma actaeon.

## Elterjedésük
Az alcsalád képviselői Antarktika kivételével minden kontinensen megtalálhatók. A mintegy 1500 leírt fajt mintegy 225 nembe sorolják. Legnagyobb fajszámban Dél-Amerika és Afrika trópusi területein élnek. Legkevesebb (65) fajuk a Palearktikumban él. Európában 13, Magyarországon 2 fajuk található meg.

## Jellemzőik
Közepes vagy nagy, néha óriás (10–170 mm) méretű, zömök testű bogarak. Gyakran jelentős ivari dimorfizmust figyelhetünk meg náluk: a nagyobb termetű hímek fejükön és/vagy előtorukon szarvszerű kinövéseket viselhetnek, a nőstényeknél ezen nyúlványok legtöbbször hiányoznak. Testük erősen szklerotizált, vörösesbarna, barna vagy fekete színezetű, néha (Chalcosoma) fémfényű. Fejük kicsi. A csápok tövét a fejpajzs oldalszegélye eltakarja, így az felülről nem látható. Rágóik lemezszerűek, felülnézetben általában jól láthatóak.  Csápjuk 9 vagy 10 ízű, 3 ízű legyezővel. Szárnyfedőjük erősen domború, a potrohot végig befedi. Hártyás szárnyaik jól fejlettek. Lábaik (különösen az elülső pár) viszonylag hosszúak, bár a talajban fejlődő fajoknak rövid, erős ásólábaik vannak.

## Rendszerezésük
A felsorolás nem tartalmazza az összes ismert taxont.
- Agaocephalini nemzetség (Burmeister, 1847) - 11 nembe sorolt 45 faj
- Cyclocephalini nemzetség (Laporte de Castelnau, 1840) - 15 nembe sorolt kb. 500 faj
- Dynastini nemzetség (MacLeay, 1819) - 12 nembe sorolt kb. 50 faj
  - Atlaszbogár (Chalcosoma atlas) (Linnaeus, 1758)
  - Herkulesbogár (Dynastes hercules) (Linnaeus, 1758)
  - Elefántbogár (Megasoma elephas) (Fabricius, 1775)
- Hexodontini nemzetség (Lacordaire, 1856) - 3 nembe sorolt 18 faj
- Oryctini nemzetség (Mulsant, 1842) - 26 nembe sorolt kb. 230 faj
  - Orrszarvúbogár (Oryctes nasicornis) (Linnaeus, 1758)
- Oryctoderini nemzetség (Endrödi, 1971) - 10 nembe sorolt 30 faj
- Pentodontini nemzetség (Mulsant, 1842) - kb. 100 nembe sorolt 600 faj
  - Butabogár (Pentodon idiota) (Herbst, 1789)
- Phileurini nemzetség (Burmeister, 1847) - 39 nembe sorolt kb. 260 faj

## Magyarországon előforduló fajok
- Orrszarvúbogár (Oryctes nasicornis) (Linnaeus, 1758)
- Butabogár (Pentodon idiota) (Herbst, 1789)

## Galéria

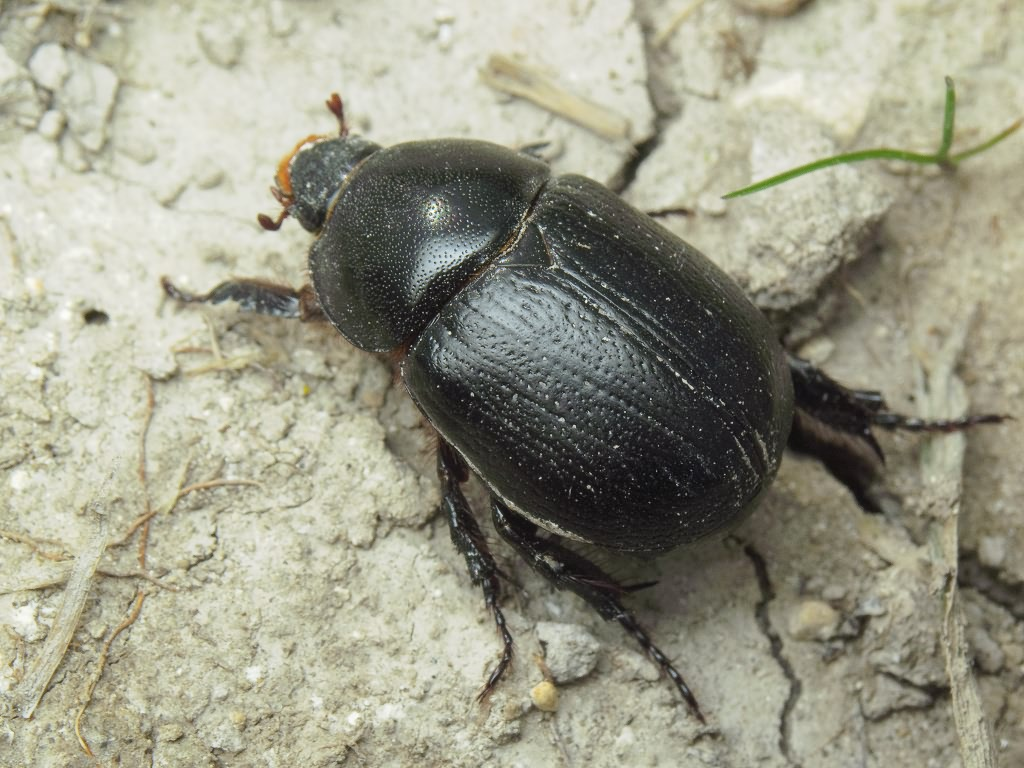
Butabogár (Pentodontini)
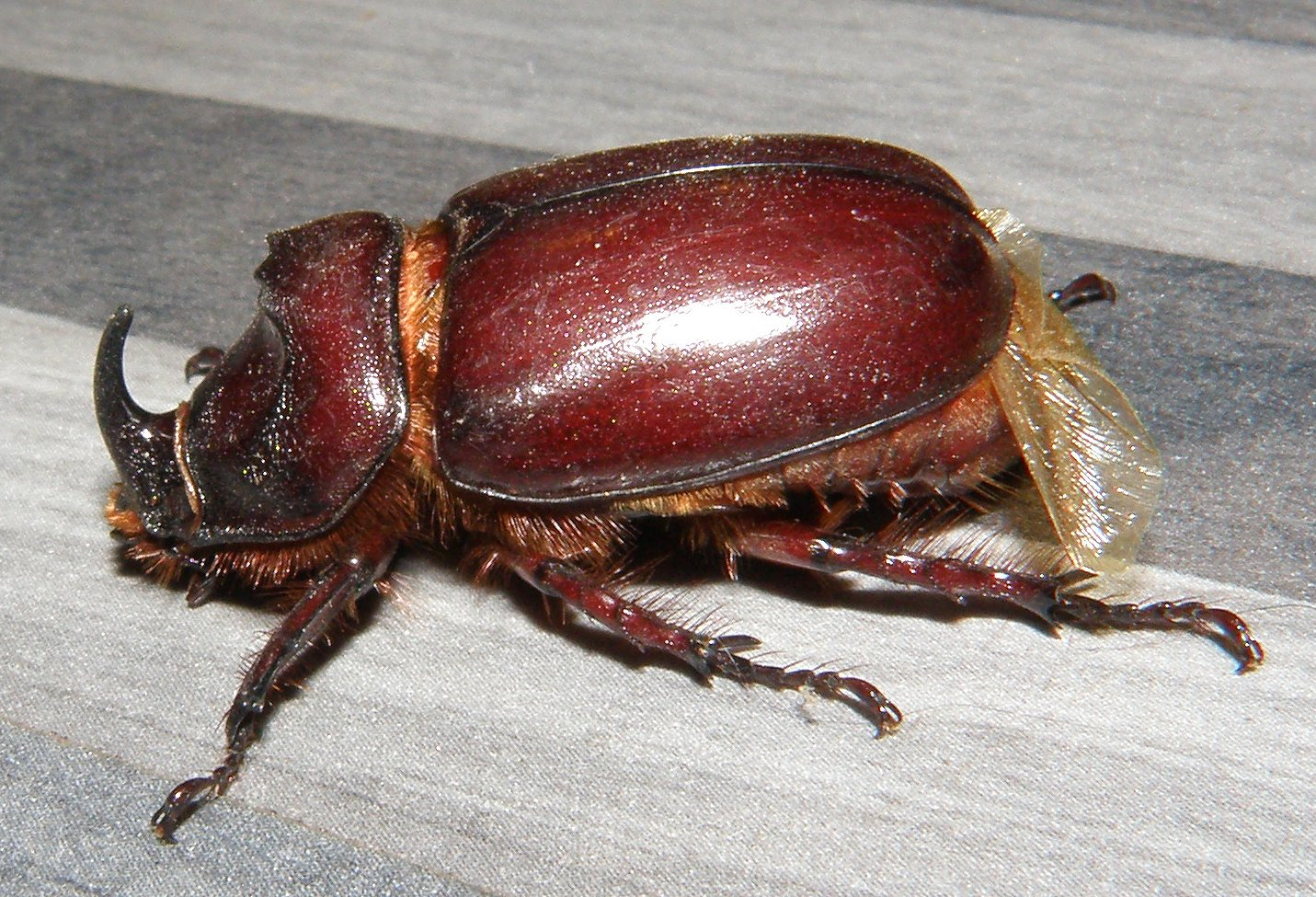
Orrszarvú bogár (Oryctes nasicornis) (Oryctini)
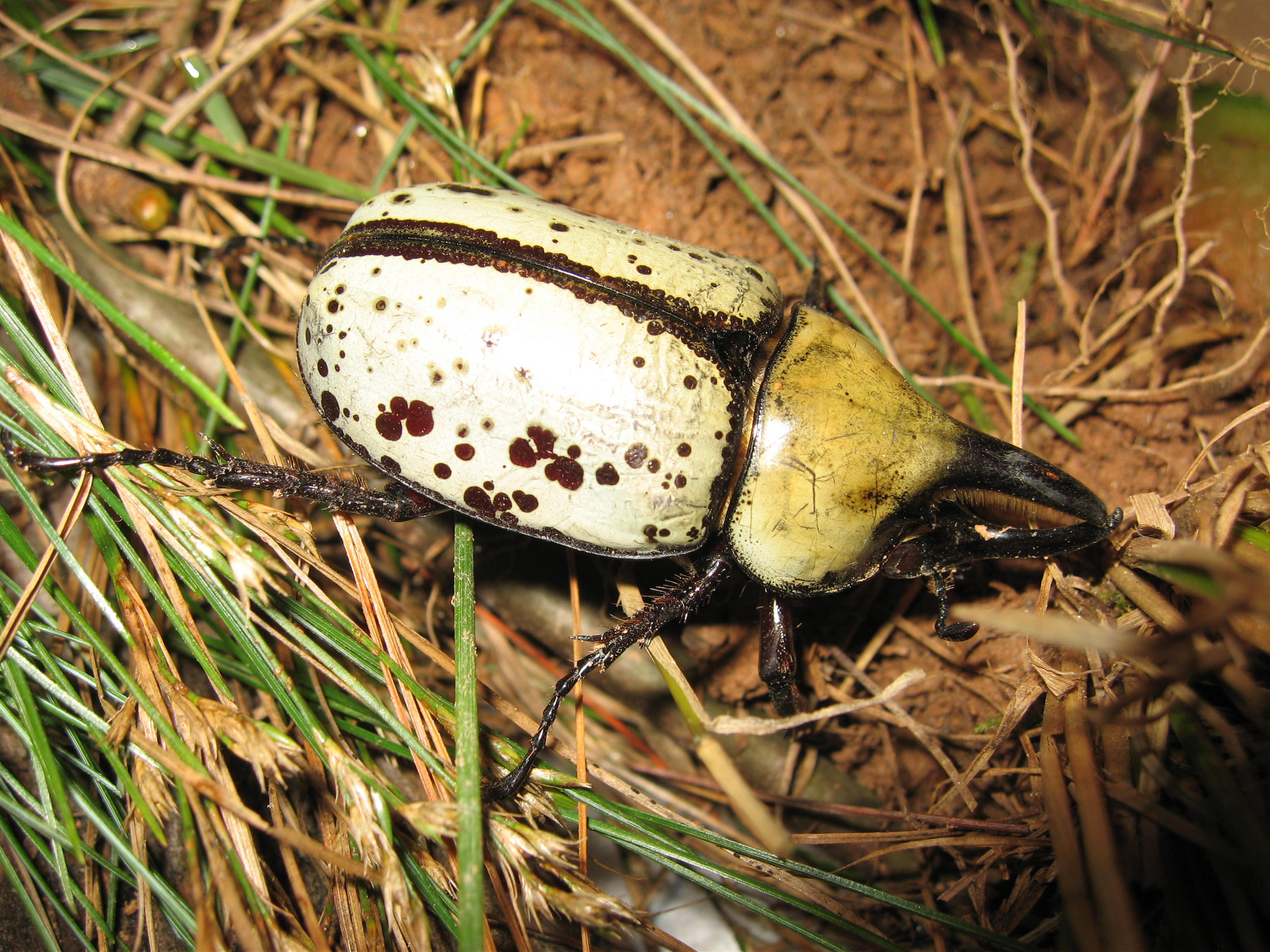
Keleti herkulesbogár (Dynastes tityus) (Dynastini)
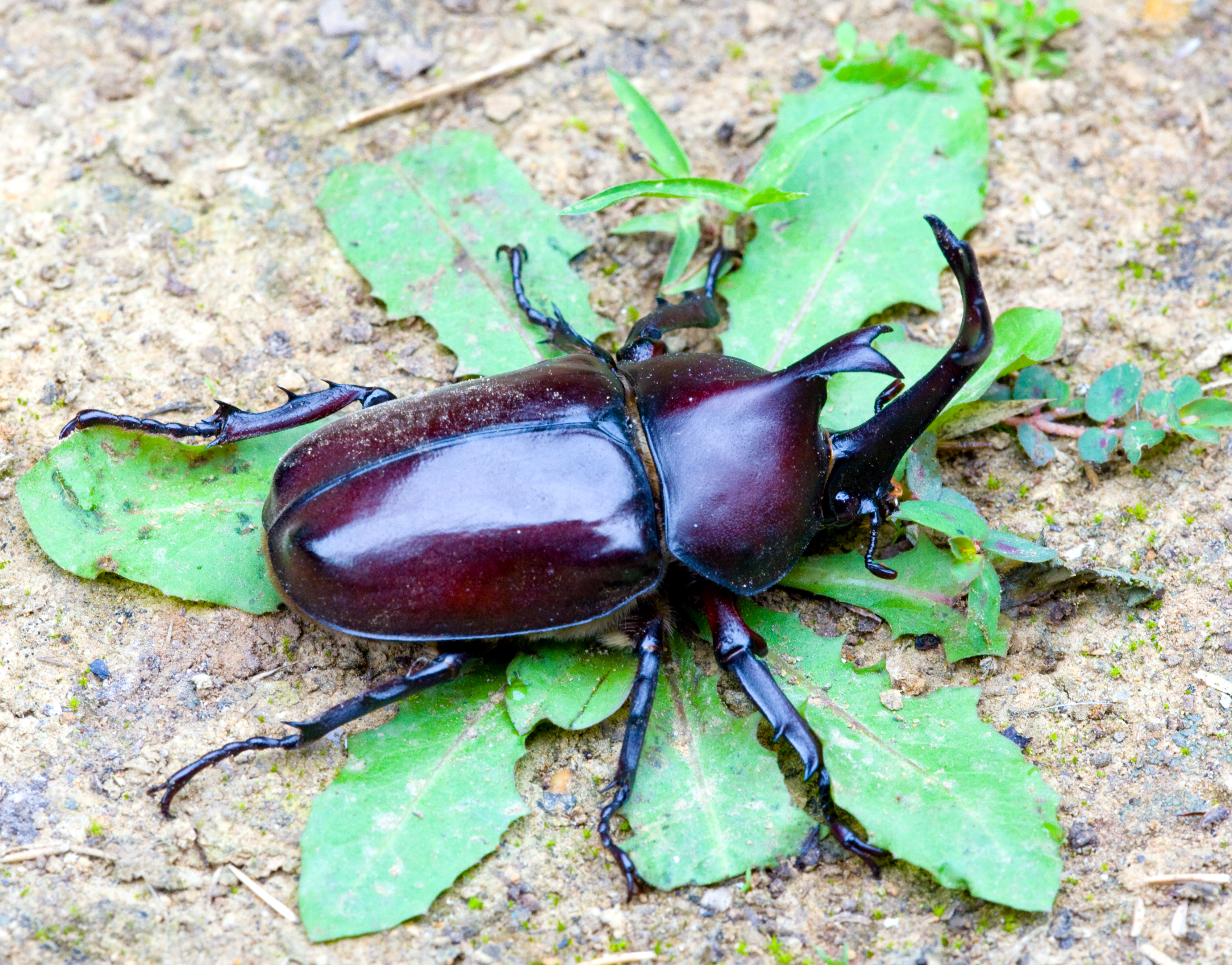
Japán orrszarvúbogár (Allomyrina dichotoma) (Dynastini)

## Fordítás
- Ez a szócikk részben vagy egészben  a   Riesenkäfer című német Wikipédia-szócikk ezen változatának fordításán alapul.  Az eredeti cikk szerkesztőit annak laptörténete sorolja fel. Ez a jelzés csupán a megfogalmazás eredetét és a szerzői jogokat jelzi, nem szolgál a cikkben szereplő információk forrásmegjelöléseként.